# 趙之翰
趙之翰（？—1603年），號藎菴，陝西西安府邠州人，明朝政治人物。

## 生平
萬曆七年（1579年）己卯科陝西鄉試舉人。萬曆二十年（1592年），登壬辰科三甲一百五十五名進士，户部觀政，改翰林院庶吉士，二十二年授河南道御史，本年巡视芦沟桥，二十三年两浙巡盐，本养病。二十六年補河南道，本年管理屯田，二十七年巡视南城、東城，本年长芦巡盐，二十八年巡视西城、北城，二十九年南直提学，八月卒于官。
明代王肯堂，首次记述了趙之翰得了男性乳腺癌。“万历癸卯（1603年）二月，侍御赵荩庵提学南畿，托敝县令致意，约会于茅山。予以馆谊不容辞，特往赴之，则有病欲求治也。袒其胸，左乳侧疮口，大如碗，恶肉紫黯，鳞峋嵌深，宛如岩穴之状，臭不可近。于问何以得此，曰：馆试屡下，意不能无郁，夏月好以手捋乳头，遂时时有汁出，或曰是真液也，不可泄，因覆之以膏药，汁止而乳旁有核。既南来校阅劳神，乳核辄肿痛，……八月初，以滞下发哕死，夫男子思乳癌者少矣，其起又甚微渺，而三为盲医所误，不可不书之以为后鉴。”
《枣林杂俎》：万历壬辰进士赵荩庵，以庶常改御史，尝论囚，有禁卒以狱逸代死。先一日获囚，刑部不及闻，御史临决，问同年李胜芳云何，李曰：当疏明其事候旨，庶不枉不欺。竟阻于同事，杀禁卒。亡何，御史死。

## 家族
曾祖父趙文；祖父趙德祐；父親趙元。

## 參看
- 第一次妖書案